# Ferrovia Sangritana
La ferrovia Sangritana o ferrovia Adriatico-Sangritana è una rete ferroviaria a scartamento ordinario dell'Abruzzo, in Italia. Nel corso della sua storia è passata attraverso più gestioni, dal 2000 è stata gestita dalla Ferrovia Adriatico Sangritana, che a partire dal 2015 è stata integrata in TUA la quale vi opera in qualità sia di gestore dell'infrastruttura sia di impresa ferroviaria.
La linea venne aperta dalla società per le Ferrovie Adriatico Appennino (FAA) su progetto dell'ingegner Besenzanica. Nel 1980 passò alla gestione commissariale governativa Ferrovia Adriatico Sangritana, per poi divenire una ferrovia regionale dopo il cambio legislativo a partire dal 1997, con il passaggio della proprietà della linea e dell'azienda alla regione Abruzzo nel 2001. A partire dal 2015 Ferrovia Adriatico Sangritana, ARPA e GTM danno vita alla nuova azienda TUA, interamente partecipata dalla Regione Abruzzo.
Sono operative solo le tratte San Vito-Lanciano - Lanciano con servizio passeggeri e Fossacesia-Torino di Sangro - Saletti con servizio merci per esigenze della società Sevel.
La linea storica per Castel di Sangro è stata in parte abbandonata, mentre si sta lavorando per il ripristino della tratta che ha più finalità turistiche.

## Storia

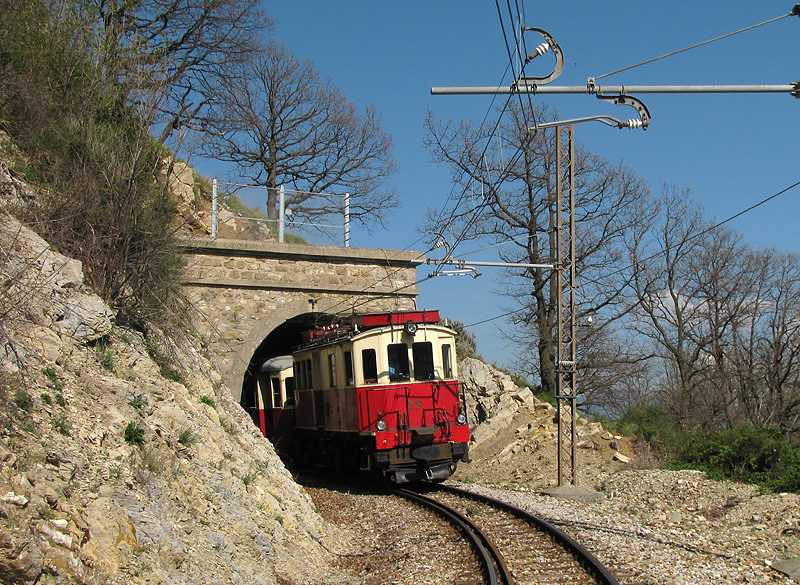
Il locomotore 29, a scartamento ridotto, ceduto alla ferrovia Genova-Casella

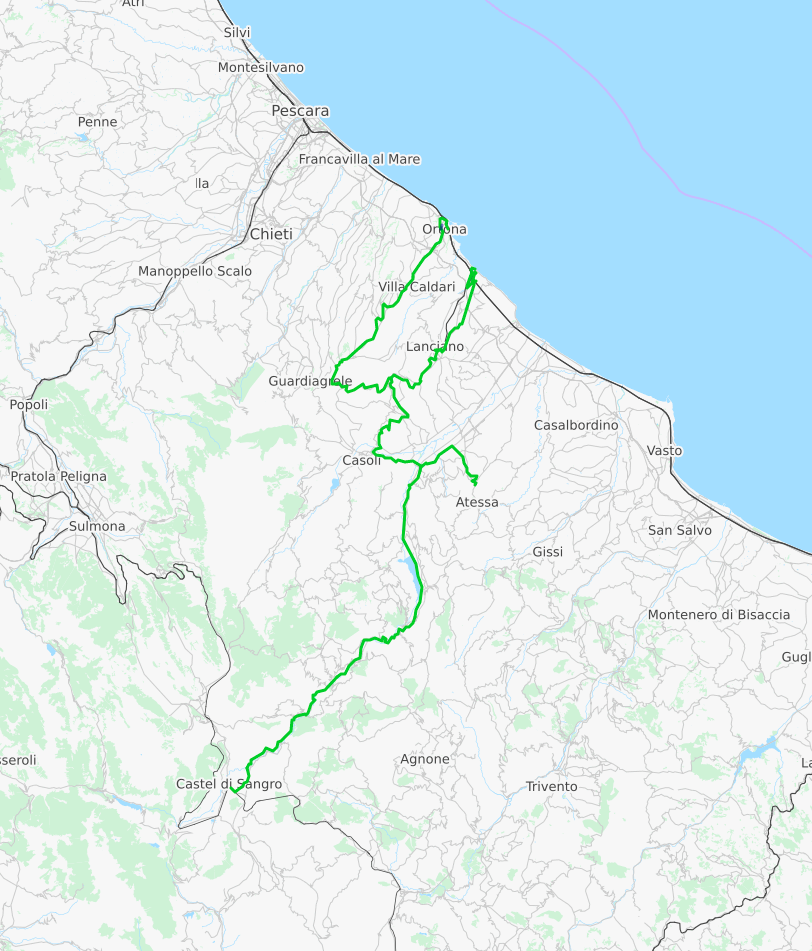
La rete ferroviaria nella sua massima estensione, dal 1929 al 1973

### Il primo periodo: la costruzione a scartamento ridotto
La storia della ferrovia Sangritana inizia con la proposta del barone Panfilo De Riseis, presidente del consiglio provinciale di Abruzzo Citra, al re delle Due Sicilie Ferdinando II, nel maggio 1853 di una ferrovia da Napoli all'Adriatico attraverso le valli del Volturno e del Sangro su progetto degli ingegneri Vincenzo Antonio Rossi e Giustino Fiocca; il 17 gennaio del 1854 il progetto ricevette una "promessa di concessione" dal re Ferdinando e il 16 maggio venne approvato dalla Commissione delle strade ferrate. Il 16 maggio 1855 venne stipulato un "contratto di concessione"; una relazione pubblicata dai progettisti il 20 giugno specificava il percorso della linea ferroviaria; da Castel di Sangro, per la vallata del Sangro fino Villa Santa Maria poi per la valle dell'Aventino per Casoli e attraverso una "galleria di San Rocco" passava alla Valle del Feltrino sotto Lanciano verso l'Adriatico e volgendo a sinistra fino ad Ortona. (Un percorso molto simile a quello seguito nella ricostruzione in atto della linea). Il progetto approvato e in fase preliminare di concessione rimase tale (forse anche in seguito alle "nubi" che si addensavano sul Regno delle Due Sicilie). Nel 1879 si costituì un consorzio tra i sindaci della zona frentana per la costruzione dell'opera.
Nel 1882 la ditta Crocco & Giampietro presentò il progetto per una ferrovia economica da San Vito a Castel di Sangro ma per varie ragioni anche questo progetto rimase tale. Il 12 marzo 1899 il sindaco di Casoli, Pasquale Masciantonio, coinvolse 63 comuni del circondario allo scopo di sollecitare la costruzione di una ferrovia elettrica attraverso la Valle del Sangro. Nel 1905, infine, venne dato incarico all'ingegnere Ernesto Besenzanica, già noto per la costruzione della Ferrovia Porto San Giorgio-Amandola, perché approntasse un nuovo progetto (che accoglieva tutte le proposte di varianti richieste dai vari comuni) e presentasse domanda di concessione al Ministero dei lavori pubblici. Il progetto della linea, dell'estensione complessiva di 148,184 km, a scartamento ridotto 950 mm, che prevedeva sia l'esercizio con la trazione a vapore che la possibilità di usare la trazione elettrica e un percorso ad "Y" biforcandosi a Crocetta, ebbe parere favorevole e il 27 febbraio 1909 venne stipulata una convenzione tra il Ministero dei Lavori Pubblici e la Società per le Ferrovie Adriatico Appennino, approvata poi con Regio Decreto dell'11 agosto 1909 n. 669. Il 10 febbraio 1911 ebbero inizio i lavori della ferrovia con il seguente sviluppo: San Vito Marina - Lanciano, aperta il 1º agosto 1912; Marina di Ortona - Guardiagrele, il 10 novembre 1912; Lanciano - Crocetta - Guardiagrele, il 4 settembre 1913; Archi-San Luca (diramazione per Atessa) il 7 dicembre 1913; Archi-Villa Santa Maria, il 29 giugno 1914. Durante questo anno l'Ing. Besenzanica si fece promotore di un progetto per collegare la ferrovia Sangritana alla Ferrovia Roma-Fiuggi-Alatri-Frosinone, all'epoca in costruzione, alla quale si sarebbe collegata attraverso un tracciato da Castel di Sangro a Sora. Il progetto venne poi abbandonato a causa dei costi stimati troppo elevati. Il 17 ottobre 1914 venne aperta la tratta fino Ateleta e infine il 1º agosto 1915 venne raggiunta la stazione di Castel di Sangro costruita a fianco della omonima stazione della ferrovia Sulmona-Isernia delle FS. Tutti i tracciati furono realizzati a binario unico.
La linea completata entrò in esercizio con la trazione a vapore sotto la gestione della Società Anonima Ferrovie Adriatico-Appennino (FAA). Per la trazione vennero utilizzate locomotive costruite dalla Borsig; 10 di esse erano del tipo Mallet mentre 2 unità erano a tre assi accoppiati. La diramata Archi - Atessa, entrata parzialmente in servizio il 7 dicembre 1913 fino a San Luca, solo il 1º febbraio 1929 raggiunse Atessa città. A causa dell'entrata in guerra dell'Italia, nel 1915 venne abbandonato il progetto di estensione della linea ferrata verso Chieti, da una parte, e verso Vasto dall'altra.
Nell'ottobre 1921 le Ferrovie Adriatico Appennino ordinarono al Tecnomasio Italiano-Brown-Boveri i materiali per l'elettrificazione a corrente continua a 2.400 volt (2.600 alle sottostazioni) della rete sangritana; l'esercizio in trazione elettrica fu attivato il 9 novembre 1924; i lavori vennero eseguiti dal Tecnomasio Italiano-Brown-Boveri. La linea continuò ad avere anche un rilevante traffico merci svolto anche mediante "sottocarrelli" appositi che permettevano l'inoltro sulla linea a scartamento ridotto dei carri merci delle FS e si avvaleva anche di alcuni tratti a doppio scartamento a quattro rotaie tra Ortona e Ortona Marina e tra Marina di San Vito e San Vito trasbordo; la manovra dei carri veniva svolta da locomotive FAA munite di doppi organi di aggancio e repulsione. Il secondo conflitto mondiale arrecò alla ferrovia molte distruzioni; verso la fine del 1943 i tedeschi operarono la distruzione sistematica del materiale e delle opere d'arte della linea, asportandone anche la linea elettrica, e ne provocarono la chiusura.

### La ricostruzione e la conversione a scartamento normale

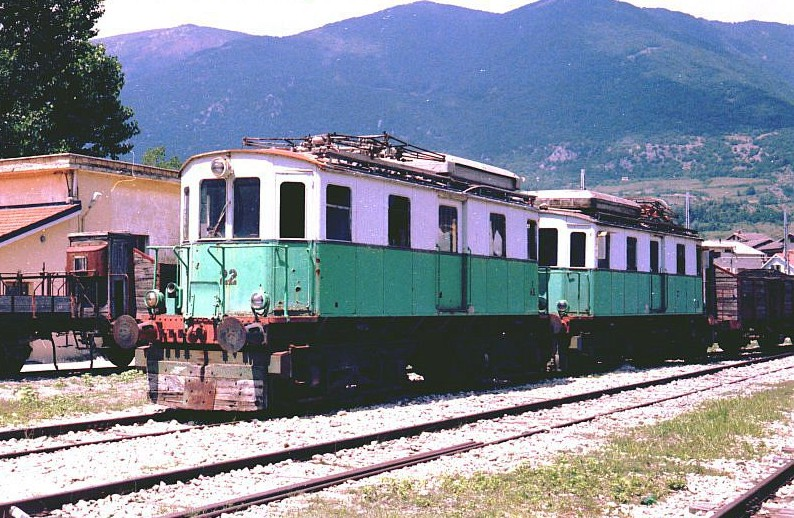
Locomotive elettriche FAA 22 e 25 ("ri-convertite") accantonate nella stazione di Castel di Sangro; la livrea è quella grigio e verde dell'ultimo periodo

La ferrovia Sangritana rimase interrotta nella tratta interna da Archi a Castel di Sangro dal 1943 al 1952. La prima riattivazione, con trazione a vapore, materiali ricuperati, fondi parte propri e parte statali, fu quella del tratto San Vito - Lanciano - Castelfrentano. La trazione elettrica fu riattivata a metà del 1946. In seguito ai provvedimenti derivanti dalla legge n. 1221 del 1952 che dava inizio al riordino generale delle ferrovie concesse e delle tranvie decidendone l'ammodernamento o la sostituzione con autoservizio, nel 1956 vennero avviati i lavori di ricostruzione e adeguamento a scartamento normale.
La ricostruzione fu fatta utilizzando armamento piuttosto leggero, con rotaie da 27 kg/m, ma venne agevolata dal fatto che le gallerie, proprio perché era stato previsto all'origine il transito di carri "normali FS", avevano una sagoma limite sufficiente allo scartamento normale. La tortuosità della linea tuttavia non permise di ottenere una velocità massima superiore a 55 km/h. Il traffico tra Castel di Sangro e la costa adriatica riprese il 18 novembre 1959, utilizzando 4 locomotive elettriche del parco riconvertite a scartamento normale e potenziate a cura del TIBB; vennero utilizzate le 11 nuove elettromotrici costruite dalla Stanga insieme a 6 rimorchiate pilota consegnate tra il 1955 e il 1960. Successivamente, nel 1970, venne immesso anche il materiale rotabile della cessata Ferrovia Voghera Varzi che era gestita dalla stessa società; questo consistette in 2 elettromotrici Stanga-TIBB (del 1931) con 2 rimorchiate Breda del 1957 e due locomotive elettriche a carrelli da 440 kW. L'adeguamento dello scartamento e della tensione di linea (3.000 volt, cc) ha consentito l'istituzione di servizi diretti fino a Pescara utilizzando il tratto della ferrovia Adriatica.
Come molte altre ferrovie in concessione, anche la Sangritana ha accusato dalla fine degli anni settanta un lento ma inesorabile calo del traffico merci e viaggiatori quale conseguenza dello sviluppo della motorizzazione privata; le prime avvisaglie di un ridimensionamento della rete si ebbero già alla fine degli anni sessanta. Nel 1968 avvennero diverse manifestazioni popolari a sostegno del servizio dei piccoli centri abitati dell'interno. In seguito alla difficoltà economica dell'esercizio della società concessionaria il Ministero dei trasporti, con decreto n. 645, assunse dall'8 agosto 1980 la gestione diretta della ferrovia a mezzo di Commissario governativo; l'11 agosto del 1980 avvenne il passaggio di consegne tra la decaduta Società per le Ferrovie Adriatico Appennino e la nuova Gestione commissariale governativa della Ferrovia Adriatico-Sangritana. Nello stesso anno entrarono in servizio due nuove locomotive diesel-elettriche di tipo simile alle DE 500 delle Ferrovie Nord Milano

### Il declino: chiusure e riattivazioni parziali

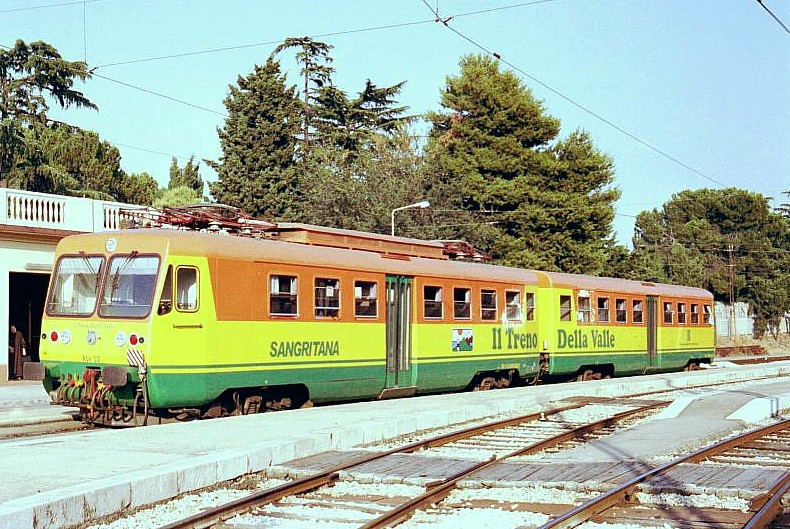
Treno della Valle composto da ALe 02 e ALe 11 (dopo la riqualificazione del 1996)

La prima tratta a soccombere fu la Archi-Atessa: il 14 marzo 1973 era avvenuta una prima sospensione dell'esercizio per frana e infine il 1º aprile 1982 la chiusura definitiva, sostituita da un autoservizio. Nello stesso anno 1982, dal 1º febbraio era stato sospeso il servizio viaggiatori da Ortona a Crocetta, il 31 maggio venne sospeso il traffico viaggiatori da Lanciano ad Archi a causa dell'armamento in disordine e il 18 ottobre avveniva sospensione e chiusura dell'esercizio su tutto il percorso fino a Castel di Sangro. In seguito all'erogazione di alcuni finanziamenti che permettevano l'installazione dei telefoni lungo la tratta in collegamento con il Dirigente Unico di Lanciano e l'esecuzione di alcune messe in sicurezza delle infrastrutture, l'esercizio riprendeva il 10 aprile 1983 fino a Villa Santa Maria; il 31 maggio 1987 il servizio riprendeva in tutta la tratta fino a Castel di Sangro.
Negli stessi anni intanto la Sangritana subiva numerosi cambiamenti infrastrutturali e organizzativi. Tra le iniziative intraprese si annoverava quella del Treno della Valle, un treno turistico sul percorso San Benedetto del Tronto – Marina di San Vito – Lanciano – Villa Santa Maria (con la prima tratta su rete RFI), con possibilità di sosta in località panoramiche e trasporto biciclette, soppresso tuttavia dall'estate 2007; motivazioni addotte quelle di gravi problemi infrastrutturali (11 ponti lesionati) che impediscono la ripresa di tale servizio.
Intanto, ottenuto un finanziamento di 105 miliardi di lire in virtù della Legge 910/86 è stato approntato un piano organico di interventi di ristrutturazione e potenziamento della tratta Marina di San Vito - Lanciano, con una nuova stazione in quest'ultima località, lungo il fondovalle del Feltrino. Con l'orario estivo del 1994 la Sangritana ha espanso i propri servizi viaggiatori da San Vito/Lanciano fino a Teramo e San Benedetto del Tronto; per far fronte al servizio richiedeva alle FS a noleggio 5 automotrici ALn 668 (668.1410, 1413, 1427, 1430, 1463) che venivano restituite nel 1996. Nel settembre del 1995, per migliorare il servizio offerto, la FAS noleggiava le ALn 776 B53 e B54 dalla FCU richiedendone in seguito ulteriori 7 unità.
Il 21 dicembre 1996, previo rinnovo dell'armamento, è stata riaperta al traffico merci la tratta Ortona Marina - Caldari, è poi stato attivato un lungo raccordo merci tra Torino di Sangro-Paglieta e la zona industriale di Piazzano di Atessa (per le esigenze della società Sevel). Sono stati presi in gestione anche i raccordi industriali della zona industriale di Vasto-San Salvo e i raccordi portuali RFI di Ortona Marina. Il 15 marzo 2008 è stata aperta all'esercizio la nuova linea di fondovalle del Feltrino San Vito-Lanciano (stazione nuova RFI) - Lanciano (nuova stazione FAS) di poco più di 9 km con il solo posto intermedio di incrocio di Treglio dopo aver chiuso tuttavia (il 9 dicembre 2006) lo storico tracciato. Resta in incerta attesa di ammodernamento la lunga restante parte fino a Castel di Sangro, in parte disarmata.

### Le nuove prospettive

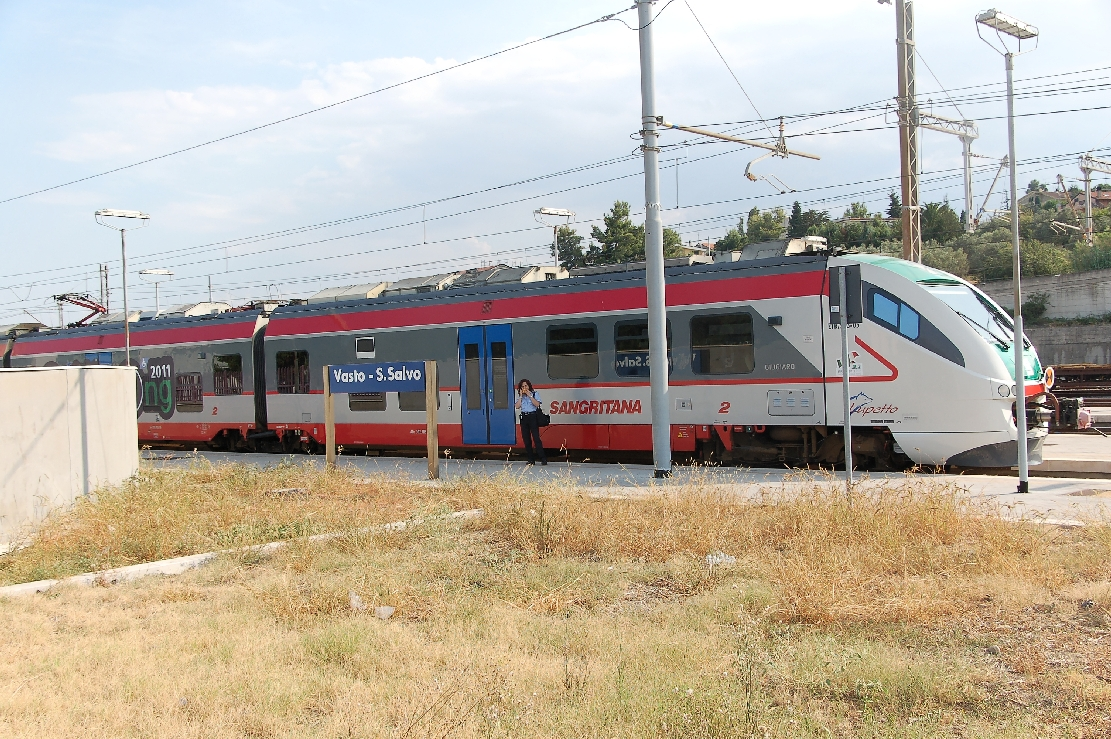
Lupetto della Ferrovia Sangritana in stazione a Vasto

Nel mese di marzo 1997, in vista della cessazione della gestione commissariale, la gestione della "sangritana" veniva affidata alle Ferrovie dello Stato (SpA); alla fine del triennio, l'11 aprile 2000, cessata la "gestione provvisoria FS", la gestione della Ferrovia Adriatico Sangritana veniva assunta da una società di capitali, prima nella forma di società a responsabilità limitata (Srl) con socio unico la Regione Abruzzo e successivamente in quella di società per azioni (SpA). L'orientamento assunto dalla nuova gestione sembra volto ad un ridimensionamento della rete privilegiando il trasporto e i servizi merci su alcune tratte potenziate e su altre ridimensionate; il trasporto viaggiatori è invece in corso di estensione progressiva su tratte RFI assumendone anche un ulteriore quantitativo in aree esterne alla propria rete "storica". Nel quadro di tale orientamento, per l'assunzione di servizi merci di rilievo, sono state acquistate 8 locomotive (ex ČSD) del tipo D.752 tramite la Leon d'Oro che ne ha curato l'adattamento al servizio; di queste le prime quattro, le D.752.501-504 sono state consegnate l'anno successivo.
Il 4 febbraio 2004 le nuove locomotive venivano utilizzate per l'effettuazione di una coppia di treni merci tra Ortona e Pescara Porta Nuova, sull'Adriatica. Per poter organizzare i servizi viaggiatori senza attendere lunghi tempi di consegna la Sangritana ha puntato sull'usato, seguendo l'indirizzo di altre società private italiane, acquistando 10 elettrotreni dismessi dalle SNCB (ferrovie del Belgio) e riqualificati dalla Leon d'Oro di Marmirolo assumendo il nomignolo di "Orsetto". Tuttavia questi mezzi non sono mai stati immessi in servizio a causa di non meglio specificati problemi di circolabilità. Nel corso della presentazione al pubblico dei nuovi elettrotreni ETR S01-05 (soprannominati "Lupetto") tenuta ad Avezzano nel giugno 2010 la FAS ha annunciata l'intenzione di istituire una relazione viaggiatori diretta Vasto - Pescara - Bologna dopo avere ottenute le previste certificazioni e autorizzazioni.
Nell'ambito del potenziamento della propria offerta di trasporto merci a lunga distanza la Sangritana ha ordinato, il 21 febbraio 2012, a Bombardier la costruzione di 2 locomotive E.483. Le locomotive, immatricolate come E.483.030 e 031 hanno preso servizio nel gennaio del 2013 effettuando trasporto di furgoni dallo scalo di Fossacesia a Bologna.
Negli ultimi anni sono state effettuate alcune operazioni che lasciano intravedere la possibilità futura di riattivare un servizio ferroviario anche sulla linea RFI per Sulmona; le stazioni FAS e RFI di Castel di Sangro sono state unificate ed alcune corse di prova sono state svolte dalle ALn 776 FAS sulla linea RFI. 
Il 14 giugno 2022 ha viaggiato tra Archi e Villa Santa Maria una ALn 776 di Trasporto Unico Abruzzese per una corsa prova di verifica dello stato dell'armamento e dell'infrastruttura dopo dei lavori di risanamento e rinnovo, in vista della presentazione di un nuovo progetto di apertura; dando esito positivo.
Nella mattina dell'11 luglio 2022 si è svolta, a seguito di alcuni lavori strutturali, l'inaugurazione della stazione di Villa Santa Maria; con l'arrivo di un altro treno in prova partito da Archi.

## Caratteristiche

### Prospetto generale della rete Sangritana
La rete della Sangritana è composta da una linea principale e da una serie di diramazioni, di cui alcune tratte sono regolarmente in servizio, alcune sono in fase di riapertura e alcune sono state abbandonate definitivamente:
- la tratta San Vito-Lanciano (vecchia stazione RFI) - Lanciano (storica via Dalmazia), lunga 17,089 km, è stata definitivamente abbandonata nel 2005 e successivamente sostituita da un nuovo tracciato in variante; ne è rimasto attivo solo il breve tratto che raccorda la nuova stazione di Lanciano con il nuovo Officina-Deposito.
- la tratta San Vito-Lanciano (nuova stazione RFI) - Lanciano (nuova via Bergamo), lunga 9,404 km, è stata aperta il 15 marzo 2008 andando a ricollegare Lanciano alla linea Adriatica dopo l'apertura del nuovo tratto in variante di quest'ultima.
- la tratta Lanciano - Crocetta - Archi, lunga 30,582 km, è in stato di totale abbandono nonostante sia stato proposto più volte di riconvertirla in tracciato tranviario.
- della linea afferente Ortona Marina - Crocetta lunga 38,316 km e dismessa definitivamente è in funzione solo il primo tratto Ortona Marina - Ortona Città - Caldari di 9,5 km;
- la tratta Archi - Villa Santa Maria, lunga 19,580 km, è stata riaperta nel 2022 dopo numerosi ritardi nei lavori di ammodernamento affinché possa ripartire il traffico turistico, servizio che però tarda a ripartire.
- il ramo Archi - Atessa, di 14,964 km, è stato definitivamente abbandonato nel 1982.
- il nuovo collegamento Fossacesia/Torino di Sangro (RFI) - Saletti - Archi, lungo 20,937 km, rappresenta il nuovo collegamento con la linea Adriatica ed è stato il fulcro di una serie di lavori di ammodernamento per ripristinare il collegamento con Castel di Sangro.
- i rimanenti 35,340 km tra Villa Santa Maria e Castel di Sangro sono in parte abbandonati (ma dovrebbero essere anch'essi ripristinati in futuro) e in parte sfruttati per il completamento della Fondovalle Sangro.

In tre punti erano state previste connessioni con le Ferrovie dello Stato: a San Vito Marina, ove la stazione iniziale era comune sul vecchio tracciato della ferrovia Adriatica; ad Ortona Marina, la cui stazione era affiancata alla stazione di Ortona FS e collegata per l'interscambio di veicoli; a Castel di Sangro, la cui stazione era a fianco di Castel di Sangro FS e collegata ad essa mediante asta di manovra. Quest'ultima connessione è (al 2013) inutilizzabile a causa dell'interruzione della linea FAS e della sospensione di quella FS.
Un nuovo punto di connessione con la rete RFI è la stazione di Fossacesia-Torino di Sangro per il nuovo raccordo utilizzato per servizi merci.
La gestione del traffico ferroviario era regolata dal Dirigente Unico e svolta con giunto telefonico.
La linea è stata esercita all'inizio con trazione a vapore; dal 1924 a trazione elettrica a corrente continua a 2400 volt e dopo la ricostruzione a tensione di 3000 volt.
L'armamento dopo la ricostruzione postbellica era costituito da rotaie leggere da 27,6 kg/m; i successivi lavori di rinnovamento finanziati nel 1986-1987 hanno permesso la sostituzione delle rotaie con quelle da 36 kg/m. Nei tronchi Caldari-Ortona Marina e Lanciano-San Vito riattivati successivamente sono state usate rotaie UNI da 50 kg/m. Ad eccezione della San Vito-Lanciano, tutte le tratte ancora in funzione sono state de-elettrificate.

### San Vito Marina-Castel di Sangro
| Unknown route-map component "ex-STR+l" | Unknown route-map component "exvSTR2+r~r" + Unknown route-map component "exvCONT2~l" | Unknown route-map component "exvSTRc3" |  |  |

| Unknown route-map component "exSTR" | Unknown route-map component "exvSTRc1" | Unknown route-map component "exvÜSTl2+4" | Unknown route-map component "exvSTRc3" |  |

| Unknown route-map component "exSTR" |  | Unknown route-map component "exvSTRc1" | Unknown route-map component "exvSTR2+4~r" + Unknown route-map component "MASKe@f" + Unknown route-map component "exvSTR2+4~l" + Unknown route-map component "exlvBHF2+4" | Unknown route-map component "exvSTRc3" |

| Unknown route-map component "exSTR" |  |  |  | Unknown route-map component "exvCONT2+4~l" |

| Unknown route-map component "CONT2" | Unknown route-map component "exBHF" + Unknown route-map component "STRc3" + Unknown route-map component "PORTALf" |  |  |  |  |  |

| Unknown route-map component "STRc1" | Unknown route-map component "extSTR" + Unknown route-map component "BHF2+4" | Unknown route-map component "STRc3" |  | Unknown route-map component "exhSTR+l" | Unknown route-map component "exhSTR+re" |  |

| Unknown route-map component "extSTRe@g" + Unknown route-map component "STRc1" | Unknown route-map component "ABZ4+2f" | Unknown route-map component "exSTRc2" + Unknown route-map component "STRc3" | Unknown route-map component "exhSTR3e" + Unknown route-map component "extSTRc2" | Unknown route-map component "extSTR3a" |

| Unknown route-map component "exHST" | Straight track + Unknown route-map component "STRc1" | Unknown route-map component "tSTR2+4a@g" + Unknown route-map component "exSTR+1" + Unknown route-map component "exSTRc2" | Unknown route-map component "extSTR3+1e" + Unknown route-map component "tSTRc3" + Unknown route-map component "exSTRc4" | Unknown route-map component "extSTRc4" |

| Unknown route-map component "exSTR2" | Unknown route-map component "eSTR+c3" | Unknown route-map component "exv-STR+1" + Unknown route-map component "tSTRc1" + Unknown route-map component "exSTR" | Unknown route-map component "tSTR2+4" + Unknown route-map component "exSTRc4" + Unknown route-map component "lCONTf2" |  |

| Unknown route-map component "exSTRc1" | Unknown route-map component "eABZg+4" | Unknown route-map component "exv-STR2" + Unknown route-map component "exSTR" | Unknown route-map component "exBHF+l" + Unknown route-map component "exSTRc3" | Unknown route-map component "exSTR+r" |

|  | Straight track | Unknown route-map component "exSTR" + Unknown route-map component "exSTRc1" | Unknown route-map component "exKRZl+4o" | Unknown route-map component "exSTRr" |

| Unknown route-map component "eABZgLl" | Unknown route-map component "exABZgLr" | Unknown route-map component "exSTR" |

| Unknown route-map component "eABZgl" | Unknown route-map component "exSTRr" | Unknown route-map component "exSTR" |

| Unknown route-map component "RAq" + Unknown route-map component "MFADEgq" | Unknown route-map component "SKRZ-Au" | Unknown route-map component "RA+r" | Unknown route-map component "exSTR" |  |

| Straight track | Unknown route-map component "RA" | Unknown route-map component "exHST" |

| Straight track | Unknown route-map component "RA" | Unknown route-map component "exHST" |

|  | Straight track | Unknown route-map component "RAl" | Unknown route-map component "exSKRZ-Ao" | Unknown route-map component "RAq" + Unknown route-map component "MFADEfq" |

| Unknown route-map component "eBST" |  | Unknown route-map component "exSTR" |

| Straight track |  | Unknown route-map component "exHST" |

| Straight track |  | Unknown route-map component "exHST" |

| Straight track | Unknown route-map component "KDSTaq" | Unknown route-map component "xABZg+r" |

| Unknown route-map component "STR2" | Unknown route-map component "STRc23" | Unknown route-map component "xABZg3" |

| Unknown route-map component "STRc1" | Unknown route-map component "ABZ+14" | Unknown route-map component "exHST" + Unknown route-map component "STRc4" |

|  | End station + Unknown route-map component "exSTRc2" | Unknown route-map component "exSTR3" |

|  | Unknown route-map component "exABZ+1l" | Unknown route-map component "exKDSTeq" + Unknown route-map component "exSTRc4" |

| Unknown route-map component "exBHF" |

| Unknown route-map component "exHST" |

| Unknown route-map component "exHST" |

| Unknown route-map component "exBHF" |

| Unknown route-map component "exHST" |

| Unknown route-map component "exBHF" |

| Unknown route-map component "exCONTgq" | Unknown route-map component "exABZgr" |  |

| Unknown route-map component "exHST" |

| Unknown route-map component "exHST" |

| Unknown route-map component "exHST" |

| Unknown route-map component "exHST" |

| Unknown route-map component "exBHF" |

| Unknown route-map component "exHST" |

|  | Unknown route-map component "xABZg+l" | Unknown route-map component "CONTfq" |

|  | Unknown route-map component "eABZg+l" | Unknown route-map component "exCONTfq" |

| Non-passenger station/depot on track |

| Unknown route-map component "eHST" |

| Unknown route-map component "eHST" |

| Unknown route-map component "eBHF" |

| Unknown route-map component "eHST" |

| Unknown route-map component "eBHF" |

| Unknown route-map component "eHST" |

| Unknown route-map component "KDSTxe" |

| Unknown route-map component "exHST" |

| Unknown route-map component "exHST" |

| Unknown route-map component "exBHF" |

| Unknown route-map component "exHST" |

| Unknown route-map component "exBHF" |

| Unknown route-map component "exHST" |

| Unknown route-map component "exHST" |

| Unknown route-map component "exHST" |

| Unknown route-map component "exBHF" |

| Unknown route-map component "exSTR+GRZq" |

| Unknown route-map component "exHST" |

| Unknown route-map component "exHST" |

| Unknown route-map component "exSTR+GRZq" |

| Unknown route-map component "exCSTRa" |

| Unknown route-map component "exSTR" + Unknown route-map component "extCSTRe" |

|  | Unknown route-map component "exSTR" + Unknown route-map component "extSTR2" | Unknown route-map component "extSTRc3" |

|  |  | Unknown route-map component "exSTR+tc1" | Unknown route-map component "extvSTR+4e-" + Unknown route-map component "v-STR+l" | Unknown route-map component "CONTfq" |

|  | Unknown route-map component "exENDE" + Unknown route-map component "exSTRc2" | Unknown route-map component "ev-ABZg3" + Unknown route-map component "exvSTR-" |

|  | Unknown route-map component "exABZg+1" | Unknown route-map component "exvLSHI2l-" + Unknown route-map component "exSTRc4" + Unknown route-map component "evSTR" |

|  | Unknown route-map component "exXINT-L" | Unknown route-map component "XPLTeq" + Unknown route-map component "vexKDSTe-DST" |

|  | Unknown route-map component "exBHF" | Unknown route-map component "v-STR" |

|  |  | Unknown route-map component "exENDEe" | Unknown route-map component "v-STRl" | Unknown route-map component "CONTfq" |

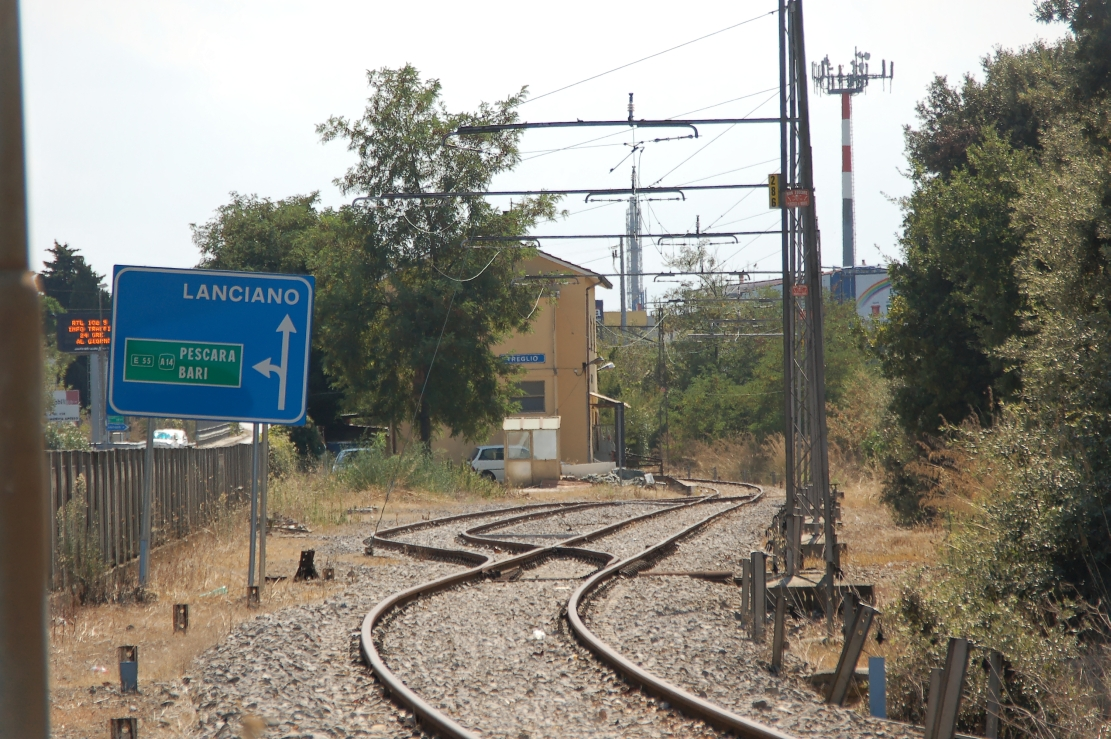
Stazione di Treglio sulla tratta storica "San Vito Marina-Lanciano" sospesa all'esercizio

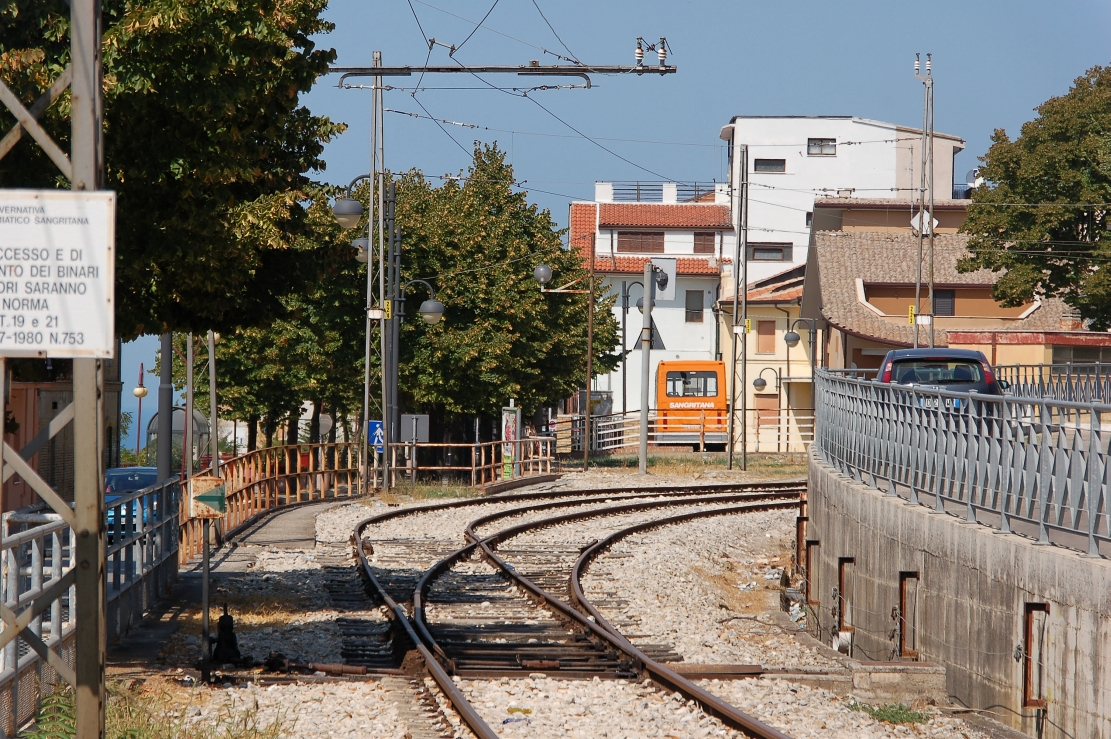
Stazione di San Vito Città: la tortuosità della linea è evidenziata dall'ingresso in curva stretta della stazione

La linea rappresenta il tronco principale e più lungo della rete Sangritana; costruita tra 1912 e 1915 venne esercita con trazione a vapore e rappresentò il tratto di collegamento tra la ferrovia Adriatica e l'Appennino con collegamento a Castel di Sangro con la linea Sulmona-Carpinone e Napoli. Nel 1923 venne elettrificata a corrente continua a 2.600 volt e fu la seconda linea privata italiana ad utilizzare tale tipo di trazione. A causa della guerra ne venne sospeso l'esercizio dal 1943 in quanto danneggiata nelle infrastrutture e depredata dai tedeschi in ritirata della linea aerea e di parte dei binari. Nel 1945 risultava riattivata la tratta San Vito Città-Lanciano-Guardiagrele (di 32 km) rimanendo interrotta le restante fino a Castel di Sangro. Tra 1956 e 1959 venne ricostruita, riarmata a scartamento normale (ma con armamento leggero da 27,6 kg/m) e rielettrificata a 3.000 volt. Venne ricostruito anche il grande viadotto di San Vito riattivando il collegamento costiero con la rete FS.
L'esercizio venne assicurata dalla ricostruzione a scartamento 1.435 mm di 4 delle locomotive elettriche TIBB ordinando inoltre alla Stanga 11 nuove elettromotrici e 6 rimorchiate pilota, ma la mancata previsione di opportune rettifiche di tracciato non permise una velocità di linea maggiore di 55 km/h per i treni viaggiatori e pesanti limitazioni della stessa per i servizi merci. Il 18 ottobre 1982 viene chiusa al traffico la tratta Archi-Castel di Sangro. Riaperta solo per servizi turistici l'anno seguente fino a Villa Santa Maria. In seguito ai finanziamenti ricevuti nel 1986, che hanno permesso l'esecuzione di alcuni lavori urgenti, nel 1987 è stata riaperta l'intera tratta Lanciano-Castel di Sangro con l'istituzione del servizio turistico "Treno della Valle"; il servizio ferroviario tuttavia è stato soppresso del tutto il 9 dicembre 2006 con la motivazione di carenze manutentive del binario e di alcune infrastrutture.
I lavori di potenziamento previsti dai finanziamenti ottenuti hanno riguardato anche la costruzione di un nuovo tracciato di "fondovalle" tra San Vito e Lanciano con l'abbandono della tortuosa e acclive sezione "storica", panoramica ma di scarsa potenzialità di cui rimane in uso il breve tratto tra il nuovo deposito locomotive e la vecchia stazione di Lanciano. Permane chiusa dal 2007 tutta la restante tratta fino a Castel di Sangro in attesa della ricostruzione i cui lavori previsti tuttavia sono eseguiti con lentezza e spesso interrotti.
Al 2023 nel tratto tra Archi e Villa Santa Maria è stato ripristinato l'armamento, seppur con tempistiche sicuramente più lunghe del necessario, dopo che questo era stato completamente rimosso. Lungo il tracciato sono ancora presenti tutti i passaggi a livello, anche se sono necessari degli interventi affinché possano tornare correttamente in funzione. Non sono stati svolti particolari interventi sui vari edifici, dei quali alcuni sono ancora in buone condizioni. L'unica stazione ad essere stata ristrutturata è quella di Villa Santa Maria, "inaugurata" l'11 luglio 2022. Nonostante la linea possa essere considerata attiva dopo una corsa-prova avvenuta lo stesso giorno, non si registra traffico di nessun tipo se non un'altra corsa prova a circa un anno di distanza.

### Ortona Marina-Crocetta
| Continuation backward |

| Unknown route-map component "KRW+l" | Unknown route-map component "KRWgr" |  |

| Station on track | Non-passenger station/depot on track |  |

| Continuation forward | Enter and exit tunnel |  |

|  | Straight track | Unknown route-map component "eKBHFa" |

|  | Unknown route-map component "KRWg+l" | Unknown route-map component "KRWr" |

|  | Unknown route-map component "eABZg+l" | Unknown route-map component "exKINTeq" |

| Unknown route-map component "eHST" |

| Unknown route-map component "SKRZ-Ao" |

| Unknown route-map component "eHST" |

| Unknown route-map component "KINTaq" | Unknown route-map component "ABZgr" |  |

| Unknown route-map component "KINTaq" | Unknown route-map component "ABZgr" |  |

| Unknown route-map component "KDSTxe" |

| Unknown route-map component "exHST" |

| Unknown route-map component "exBHF" |

| Unknown route-map component "exHST" |

| Unknown route-map component "exBHF" |

| Unknown route-map component "exHST" |

| Unknown route-map component "exBHF" |

| Unknown route-map component "exBHF" |

| Unknown route-map component "exBHF" |

| Unknown route-map component "exHST" |

| Unknown route-map component "exBHF" |

| Unknown route-map component "exHST" |

| Unknown route-map component "exHST" |

| Unknown route-map component "exCONTgq" | Unknown route-map component "exABZg+r" |  |

| Unknown route-map component "exBHF" |

| Unknown route-map component "exCONTf" |

La linea tra Ortona e Crocetta, confluente in quest'ultima stazione nella "principale" per Castel di Sangro, venne costruita a scartamento ridotto (950 mm) ed esercita con trazione a vapore fino al 1924 quando venne attivata la trazione elettrica a 2.600 volt, cc. Venne realizzata a doppio scartamento (950 e 1435 mm) la tratta iniziale Ortona Marina-Ortona Città per permettere l'inoltro tra le due località sia del materiale FS che di quello FAA. Ricostruita interamente a scartamento normale dopo le distruzioni belliche, nel 1959 è stata riattivata elevandone la tensione di alimentazione elettrica a corrente continua a 3.000 volt. L'esercizio è stato sospeso alla fine del 1981 ufficialmente a causa di alcuni smottamenti.
Nella prima metà degli anni novanta è stata de-elettrificata e riattata all'esercizio con trazione Diesel dopo avere costruito alcuni raccordi con le numerose aree di produzione industriale sorte nell'area di Ortona. Nel dicembre del 1996 è stato ripreso l'esercizio della tratta Ortona Marina-Ortona-Caldari. Allo stesso tempo sono stati attivati anche i raccordi ferroviari delle banchine del porto di Ortona di cui la FAS ha assunto la gestione delle manovre. La tratta attivata ha la lunghezza di 9,807 km e presenta una lunga rampa del 37 per mille tra Ortona Marina e Ortona Città nella quale insiste una galleria di circa 800 m che sottopassa il centro storico cittadino. L'ingresso in "Città" avviene previa retrocessione dato che il binario è previsto in ingresso in direzione della "piena linea" verso Caldari. La trazione è stata assicurata all'inizio medianti le due locomotive De 54.26-27 e successivamente con le più potenti D.28 e D.29.

### Archi-Atessa
| Continuation backward | Unknown route-map component "d" |

| Non-passenger station/depot on track | Unknown route-map component "d" |

| Unknown route-map component "xABZgl" | Unknown route-map component "dCONTfq" |

| Unknown route-map component "exBHF" | Unknown route-map component "d" |

| Unknown route-map component "exBHF" | Unknown route-map component "d" |

| Unknown route-map component "exHST" | Unknown route-map component "d" |

| Unknown route-map component "exBHF" | Unknown route-map component "d" |

| Unknown route-map component "exHST" | Unknown route-map component "d" |

| Unknown route-map component "exKBHFe" | Unknown route-map component "d" |

La breve diramazione da Archi per Atessa, a scartamento ridotto da 950 mm, venne realizzata e aperta al traffico nel 1913 fino a San Luca ma il centro cittadino di Atessa venne raggiunto solo nel 1929 con un percorso molto difficile in quanto in rampa del 40 per mille. La linea venne elettrificata a corrente continua a 2.600 volt contestualmente al prolungamento; il raggio minimo di curvatura della linea era di 80 m. Dopo l'interruzione del periodo post-bellico venne convertita a scartamento normale e riattivata al servizio viaggiatori e merci.
Il 14 marzo 1973 a causa di una modesta frana nel tratto terminale tra Atessa e San Luca venne disposta la sospensione dell'esercizio viaggiatori mantenendo il traffico merci tra Archi e San Luca. Il 1º aprile 1982 fu disposta la chiusura definitiva della tratta sostituita definitivamente da un autoservizio.
Negli anni 2000 è stata realizzata una pista ciclabile nella tratta bassa tra Piazzano e la contrada Querceto (San Luca) recuperando una piccola parte del tracciato.

### Fossacesia-Torino di Sangro-Archi
| Unknown route-map component "exCONTg" | Continuation backward |  |

| Unknown route-map component "exBHF" | Straight track |  |

| Unknown route-map component "exABZgl" | Unknown route-map component "ekKRZ2+ro" | Unknown route-map component "exkSTRc3" |

| Unknown route-map component "exSTR" | Station on track | Unknown route-map component "exkSTR+4" |

| Unknown route-map component "exSTR" | Straight track | Unknown route-map component "YRD" |

| Unknown route-map component "exSTR" | Unknown route-map component "KRWg+l" | Unknown route-map component "KRWr" |

| Unknown route-map component "exSTR" + Unknown route-map component "BS2c2" | Unknown route-map component "SHI2gr" |  |

| Unknown route-map component "exdSTR" | Unknown route-map component "dCONTf" | Unknown route-map component "dSTR" |  |

| Unknown route-map component "exBHF" | Straight track |  |

| Unknown route-map component "exCONTf" | Straight track |  |

| Unknown route-map component "SKRZ-Au" |

| Unknown route-map component "eDST" |

| Unknown route-map component "hbKRZWae" |

|  | Unknown route-map component "ABZgl" | Unknown route-map component "KINTeq" |

| Interchange on track |

| Small non-passenger station on track |

| Non-passenger station/depot on track |

| Unknown route-map component "exCONTgq" | Unknown route-map component "eABZg+r" |  |

|  | Unknown route-map component "eABZg+l" | Unknown route-map component "exCONTfq" |

| Non-passenger station/depot on track |

| Unknown route-map component "dCONTf" |

La nuova tratta è stata realizzata per creare un collegamento diretto e più breve con la linea storica che viene raggiunta ad Archi con la realizzazione della tratta Saletti-Archi il cui armamento è stato ultimato nel maggio del 2009. Nel suo tratto iniziale tra la stazione RFI di Fossacesia e Saletti funziona in atto come raccordo merci in attesa del ripristino della "linea storica" per Castel di Sangro. La tratta è elettrificata anche se temporaneamente il servizio merci si svolge con locomotive diesel-elettriche.

### L'elettrificazione
L'intenzione di usare la trazione elettrica era presente sin dall'origine nei progetti dell'ingegnere Besenzanica che da brillante tecnico qual era intravedeva le difficoltà che avrebbero incontrate le locomotive a vapore nell'effettuazione dei treni su un percorso così impegnativo qual era quello scelto. Rispetto ai progetti iniziali del 1855 infatti aveva accolte le istanza dei comuni coinvolti perché ne raggiungesse quanti più possibile e ciò aveva comportata la necessità di un tracciato molto tortuoso (con curve strette anche di 80 m di raggio) e acclive fino al 40 per mille.
Già nel 1912 la società aveva firmato un "disciplinare di concessione" per una derivazione di acqua del fiume Sangro allo scopo di costruire una centrale idroelettrica atta a ricavare circa 5.000 kW per la trazione elettrica; lo scoppio della prima guerra mondiale aveva però rallentato il progetto.
L'occasione si presentò all'inizio degli anni venti (tra 1922 e 1923) quando gli orientamenti governativi furono quelli di procedere ad un piano di riordino delle ferrovie italiane per limitare le spese di esercizio incentivando le trasformazioni in ferrovia "elettrica" per limitare quanto più possibile i consumi di carbone (quasi tutto importato dall'Inghilterra).
L'elettrificazione della rete venne affidata al Tecnomasio Italiano-Brown-Boveri nel 1921; i lavori iniziarono nel mese di maggio del 1923 e procedettero alacremente; nel mese di giugno 1924 erano già stati completati. Il 9 ottobre del 1924 avvenne l'inaugurazione del nuovo tipo di trazione sull'intera linea fino a Castel di Sangro. Per le esigenze della trazione elettrica vennero costruiti 80 km di linee elettriche primarie dalla centrale elettrica di Taranta Peligna sul fiume Aventino per l'alimentazione delle due sottostazioni di trasformazione di Fallo e di Crocetta ove erano installati gruppi convertitori rotanti per trasformare la corrente alternata trifase in corrente continua a 2.600 volt.
La linea elettrica di alimentazione dei treni venne realizzata a semplice filo di contatto e catenaria semplice con una poligonazione più ampia che nelle FS; ciò costrinse all'applicazione di pantografi di due tipi su ogni rotabile, uno a strisciante largo (FAA) e uno a sagoma limite più ridotta (FS) in quanto alcuni treni impegnavano tratti di linea appartenenti alla rete delle Ferrovie dello Stato.
I vantaggi dell'elettrificazione si evidenziarono subito: la percorrenza dei treni viaggiatori si dimezzò ed aumentò la velocità di tutti i convogli.
L'elettrificazione della Sangritana stabilì un primato notevole; infatti si trattò della prima e più estesa rete ferroviaria a scartamento ridotto in Europa ad adottare il sistema ad alta tensione a corrente continua.

## Materiale rotabile

### A scartamento ridotto

#### Locomotive a vapore
- 12 unità

| Gruppo e numero FAA | Fabbrica e numeri  | Anno di fabbricazione | Rodiggio | Potenza (oraria) | Velocità massima (km/h) | Scartamento (mm) | Note                                                                              |
| ------------------- | ------------------ | --------------------- | -------- | ---------------- | ----------------------- | ---------------- | --------------------------------------------------------------------------------- |
| 3                   | Borsig             | 1907                  | Cn2T     | 74               | -                       | 950              | Locotender a tre assi, proveniente dalla Ferrovia Porto S. Giorgio-Fermo-Amandola |
| 5                   | Orenstein & Koppel | 1908                  | Bn2T     | -                | -                       | 950              | Locotender a due assi, proveniente dalla Ferrovia Porto S. Giorgio-Fermo-Amandola |
| 21-26               | Borsig             | 1912                  | B'B'n4vT | 185              | -                       | 950              | Locotender Mallet                                                                 |
| 27-32               | Henschel & Sohn    | 1913                  | B'B'n4vT | -                | -                       | 950              | Locotender Mallet                                                                 |

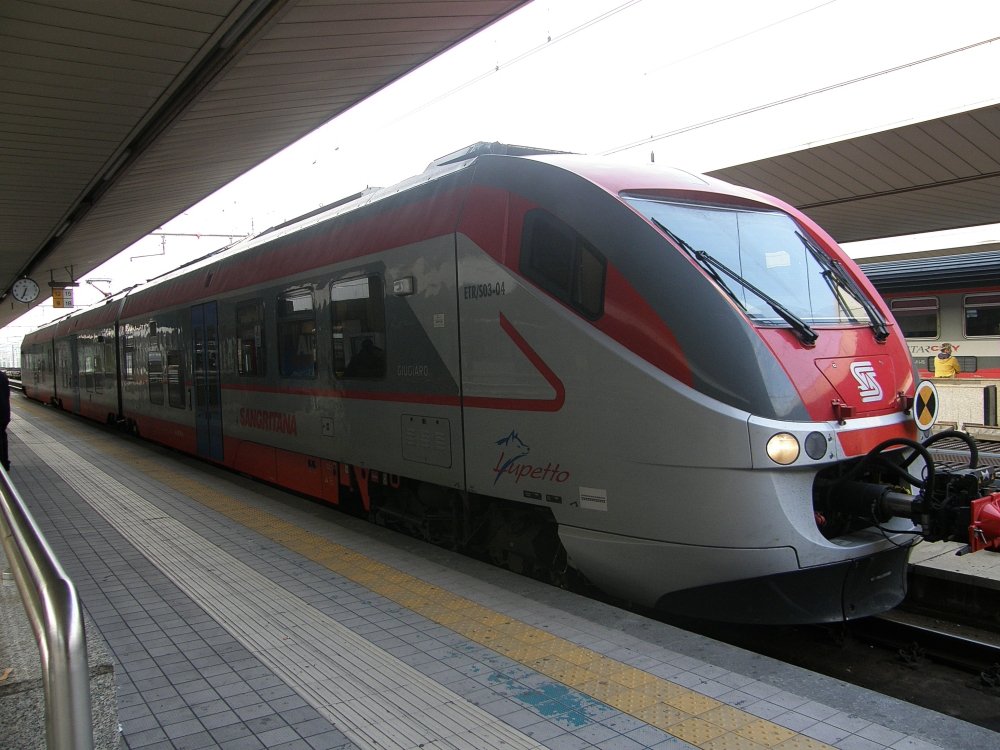
Lupetto della Sangritana alla stazione di Pescara

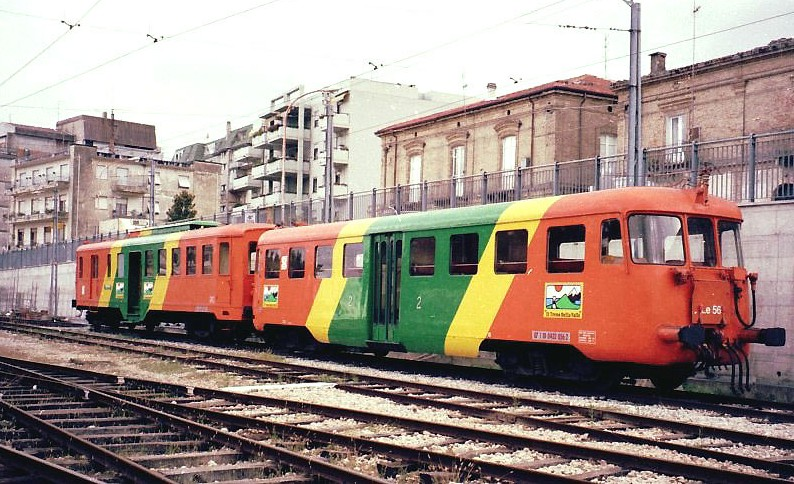
Alcuni dei vecchi rotabili usati per costituire il primo eterogeneo "Treno della Valle" in accantonamento a Lanciano

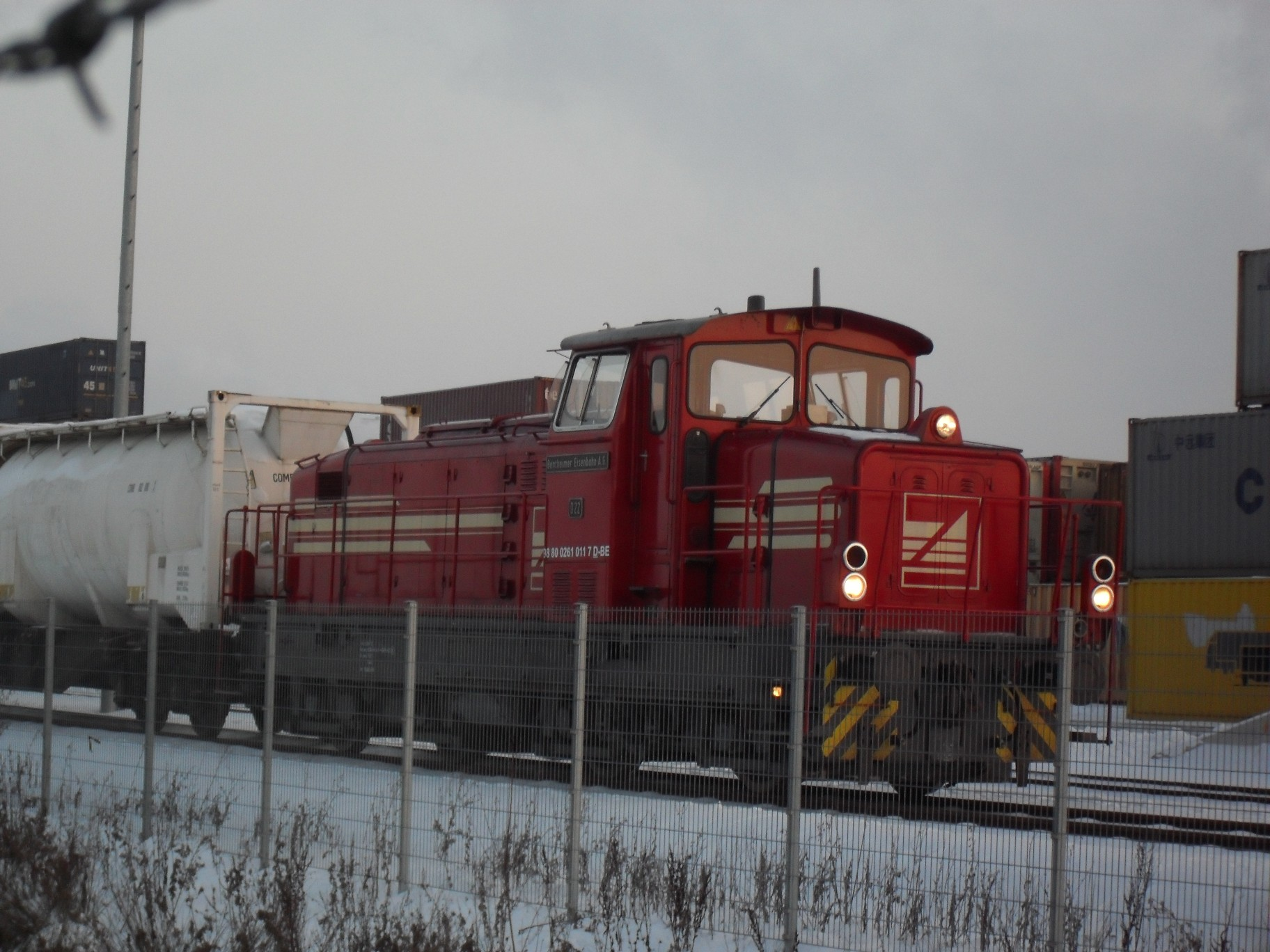
Locomotiva MaK G1100BB del tipo in servizio presso la Sangritana

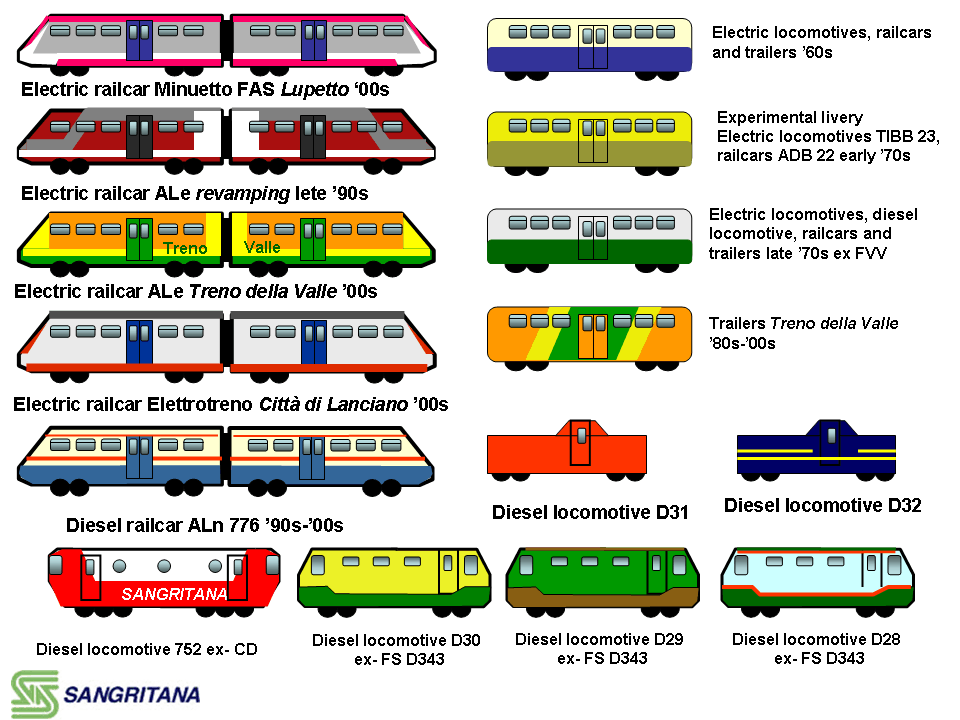
Figurini di alcune livree adottate dalla Ferrovia Sangritana: anni 1960-2000

Fra le Borsig di proprietà della FAA la n.21, a 4 assi, fu ceduta nel 1930 alla Ferrovia Massa Marittima-Follonica (FMF), previa conversione dello scartamento da 950 mm a ordinario. Un'altra Mallet Borsig (la n° 24 o la n° 26), fu ceduta nel 1929 alla ferrovia Genova-Casella.

#### Locomotive elettriche
| Numero gruppo FAA | Fabbrica e numeri    | Anno di fabbricazione | Rodiggio | Potenza (oraria) | Velocità massima (km/h) | Scartamento (mm) | Note                                | Posizione attuale |
| ----------------- | -------------------- | --------------------- | -------- | ---------------- | ----------------------- | ---------------- | ----------------------------------- | --- |
| 1-4               | TIBB: da 1737 a 1740 | 1924                  | B        | 125              | 45                      | 950              | 1 e 3 danneggiate da eventi bellici | "Cannibalizzate" per ricambi |
| 21-34             | TIBB: da 1741 a 1754 | 1924                  | Bo'Bo'   | 250              | 50                      | 950              | 22-25 convertite a s.o. e 3000 V    | Locomotive 28 e 29 cedute alla ferrovia Genova-Casella insieme a motori, compressore e convertitore del locomotore 21Locomotori dal 30 al 34 trasferiti sulla ferrovia Porto S. Giorgio-Fermo-Amandola nel 1928. |

#### Elettromotrici
| Numero/gruppo FAA                                              | Fabbrica e numeri        | Anno fabbricazione | Tipologia  | Potenza (oraria) | Velocità massima (km/h) | Scartamento (mm) | Note |
| -------------------------------------------------------------- | ------------------------ | ------------------ | ---------- | ---------------- | ----------------------- | ---------------- | ---- |
| 6 unità per la Sangritana, 3 per la Porto San Giorgio-Amandola | Carminati & Toselli-TIBB | 1928               | a carrelli | 260              | 45                      | 950              |      |

### A scartamento normale

#### Locomotive elettriche
| Numero immatricolazione FAA/FAS | Fabbrica e numeri | Anno fabbricazione | Rodiggio | Potenza (oraria) | Velocità massima (km/h) | Scartamento (mm) | Note | Posizione attuale      |
| ------------------------------- | ----------------- | ------------------ | -------- | ---------------- | ----------------------- | ---------------- | --- | ---------------------- |
| 22-25                           | TIBB              | 1955               | Bo'Bo'   | 528              | 45                      | 1435             | Potenziamento motori di trazione; n. 24 riconsegnata nel 1961                                                                   | Accantonate            |
| 51-52                           | TIBB: 3153 e 3136 | 1931               | Bo'Bo'   | 445              | 45                      | 1435             | Ricostruzione a carrelli da vecchie FAA 2 e 4 a due assi per Ferrovia Voghera-Varzi ricevute ex Ferrovia Voghera-Varzi nel 1970 | Accantonate a Lanciano |
| E 483.030-031 E 483 032         | Bombardier        | 2012 2015          | Bo'Bo'   | 5500             | 140                     | 1435             | |                        |

#### Locomotive termiche
| Numero immatricolazione FAS | Fabbrica e numeri                | Anno fabbricazione | Rodiggio | Potenza (oraria) | Velocità massima (km/h) | Scartamento (mm) | Note |
| --------------------------- | -------------------------------- | ------------------ | -------- | ---------------- | ----------------------- | ---------------- | --- |
| De54.26-27                  | FIAT-TIBB                        | 1977-1979          | B'B'     | 296              | -                       | 1435             | |
| D.28-29                     | FIAT: ex FS D.343.1014, 1038     | 1967-1970          | B'B'     | 785              | 130                     | 1435             | Usate, acquistate dall'azienda autonoma delle Ferrovie dello Stato                                        |
| D.32                        | Fiat: ex FS D.343.1010           | 1967               | B'B'     | 785              | 130                     | 1435             | Livrea giallo-verde. Usata, acquistata dalle FS                                                           |
| D.30-31                     | MaK tipo G1100BB (800161,800164) | 1969-1970          | B'B'     | -                | -                       | 1435             | Acquisto usato ex ferr. danesi e germaniche 1999-2001 Livree dissimili: blu-strisce gialle e livrea rossa |
| D.752.501-508               | CKD-Leon d'Oro                   | 1968-1977          | B'B'     | 1220             | 100                     | 1435             | Livrea rossa. Acquisto usato ex ferrovie dello Stato cecoslovacche, 2002                                  |

#### Elettromotrici e rimorchiate
| Numero immatricolazione FAS | Fabbrica e numeri | Anno fabbricazione | Tipologia                         | Potenza (oraria) | Velocità massima (km/h) | Scartamento (mm) | Note |
| --------------------------- | ----------------- | ------------------ | --------------------------------- | ---------------- | ----------------------- | ---------------- | --- |
| ACD 21 e 23                 | STANGA-TIBB       | 1931               | a carrelli                        | ?                |                         | 1435             | Dal 1970, ex Voghera-Varzi; demotorizzate e accantonate                                                                 |
| ABD 22                      | Breda             | 1957               | a carrelli                        | ?                |                         | 1435             | Dal 1970, ex Voghera-Varzi;accantonata causa incendio nel 1984                                                          |
| ALe 1-11                    | STANGA-TIBB       | 1959-1960          | a carrelli                        | 340              | 75                      | 1435             | Accantonate: 01, 03, 04, 06, 07, 09-11. Trasformate Treno della Valle in monocabina: ALe 02,11 (1996); ALe 05,08 (2005) |
| Le 51-56                    | STANGA-TIBB       | 1955-1960          | a carrelli                        | -                | -                       | 1435             | Trasformate per Treno della Valle: Le 51, 54 in semipilota (1996); Le 52, 53 unità intermedie (2005)                    |
| ALe 056 401+402 ÷ 409+410   | -                 | -                  | a carrelli-doppie                 | -                | -                       | 1435             | Acquistate nel 1999 usate 10 unità doppie; riqualificate da AnsaldoBreda (solo 5 complessi in uso)                      |
| ETR S03.01-04 "Lupetto"     | Alstom            | 2005-2006          | Elettrotreni CORADIA tre elementi | -                | -                       | 1435             | |

#### Automotrici
| Numero immatricolazione FAS | Gruppo o tipo | Anno fabbricaz. | Tipologia  | Potenza (oraria) | Velocità massima (km/h) | Scartamento (mm) | Note                                                                                                  | Posizione attuale  |
| --------------------------- | ------------- | --------------- | ---------- | ---------------- | ----------------------- | ---------------- | --- | ------------------ |
| ALn 668.1400                | FIAT          | 1956-1963       | a carrelli | 220              | 110                     | 1435             | Noleggio da FS: 1410, 1413, 1427, 1430, 1463                                                          | Restituite alle FS |
| ALn 776                     | FIAT          | 1985-1993       | a carrelli | 410              | 150                     | 1435             | Noleggio 1995-1996 e successivo acquisto da FCU: 776.001, 002 (monocabina) e 051, 052, 054 (bicabina) |                    |